# Малинов (Львовская область)
Малинов (укр. Малинів) — село в Рудковской городской общине Самборского района Львовской области Украины.
Население по переписи 2001 года составляло 65 человек. Занимает площадь 1,91 км². Почтовый индекс — 81448. Телефонный код — 3236.